# متحف سلفادور دالي
متحف سلفادور دالي (بالإنجليزية: Salvador Dalí Museum)‏ هو متحف فني في سانت بيترسبرغ، فلوريدا، بالولايات المتحدة، مخصص لأعمال سلفادور دالي. يقع على الواجهة البحرية لوسط مدينة سانت بيترسبرغ بجوار شارع فيفث أفينيو الجنوبي الشرقي وباي شور درايف ودان ويلدون واي.

## الوصف
يُقال إن هيكل المتحف المستوحى من السريالية وتبلغ تكلفته أكثر من 30 مليون دولار، يتميز بمدخل زجاجي كبير ومنور مصنوع من زجاج بسمك 1.5 بوصة (38 ملم). يُشار إلى المدخل الزجاجي باسم «إنجما»، ويبلغ ارتفاعه 75 قدمًا (23 مترًا) ويشتمل على درج حلزوني. وتتكون الجدران المتبقية من الخرسانة بسمك 18 بوصة (460 مم)، وهي مصممة لحماية المجموعة من الأعاصير التي تضرب المنطقة من وقت لآخر.
يضم المتحف مجموعة متنوعة من الأحداث المختلفة. تشمل بعض الأحداث العروض، وورش العمل، والأفلام، والمحاضرات، وأنواع مختلفة من جمع التبرعات، وفعاليات الطعام والشراب. سمحت العديد من الأحداث السابقة للأعضاء بالمشاركة في ورش عمل بطاقات العطلات المصنوعة يدويًا حيث أنشأ المشاركون بطاقة العطلات الخاصة بهم. بالإضافة إلى ذلك، كانت هناك عروض شعرية ومحاضرات أسبوعية، عرض تقديمي حول موضوع موجه يناقش مجموعة متنوعة من الموضوعات المتعلقة بدالي.

## التاريخ

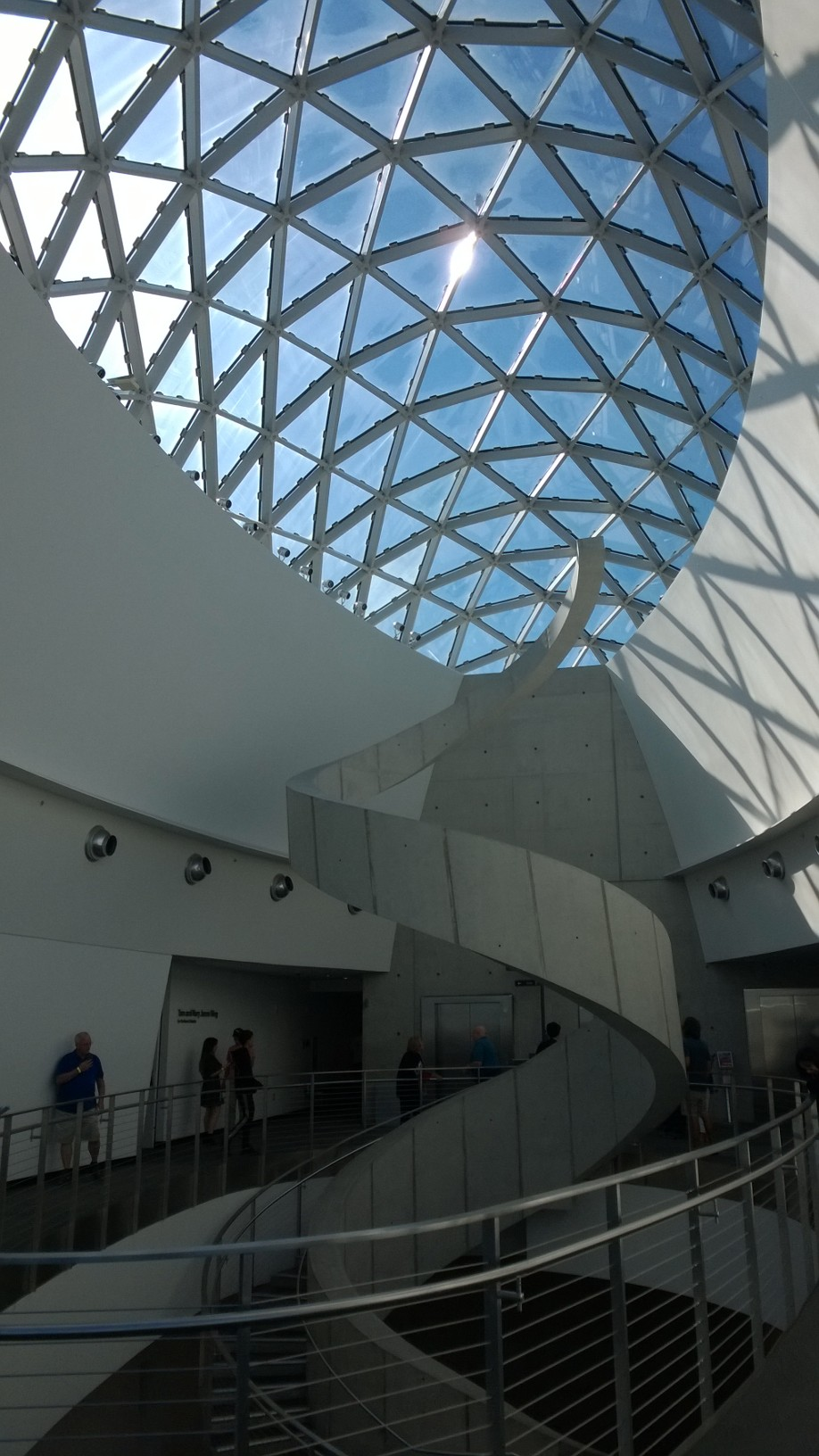
منظر داخلي لردهة الدخول مع درج حلزوني

قبل وقت قصير من الزواج في عام 1942، حضر رينولدز وإليانور مورس معرضًا لدالي في متحف كليفلاند للفنون. أعجبوا بمهارات دالي في الرسم، لذلك اشتروا أول لوحة لهم بعد عام. بدأت عملية الشراء هذه علاقة استمرت 40 عامًا كرعاة وأصدقاء لدالي نتج عنها مجموعة شاملة من أعمال دالي الأصلية.
حتى عام 1971، عرض أفراد عائلة مورس مجموعتهم في منزلهم في كليفلاند بولاية أوهايو. عندما أعاروا أكثر من 200 قطعة إلى معرض دالي في عام 1965،[بحاجة لمصدر] أدركوا أن 25 عامًا من التنظيم قد أنتج مجموعة فريدة تحتاج إلى مكان دائم.
في مارس 1971، افتتح آل مورس متحفًا مجاورًا لمبنى مكاتبهم في بيتشوود، أوهايو. بحلول نهاية العقد، مع وجود عدد هائل من الزوار، قرر أفراد عائلة مورس نقل مجموعتهم مرة أخرى.
بعد بحث مطول، تم إعادة تأهيل مستودع بحري في وسط مدينة سانت بيترسبرغ، فلوريدا وافتتح المتحف في 7 مارس 1982، حيث ظل حتى عام 2010.
في منتصف عام 2008، تم الإعلان عن موقع جديد لمتحف دالي. تم تصميم مبنى جديد بواسطة يان ويموث من شركة الهندسة المعمارية هوك وتم بناؤه بواسطة مجموعة بيك تحت قيادة الرئيس التنفيذي آنذاك هنري سي بيك الثالث. يقع المتحف على الواجهة البحرية لوسط المدينة بجوار مسرح ماهافي، في الموقع السابق لمركز بايفرونت، (ساحة تم هدمها في عام 2004)، تم افتتاح المتحف الجديد الأكبر والأكثر أمانًا في 11 يناير 2011. [بحاجة لمصدر]

## الأعمال الفنية

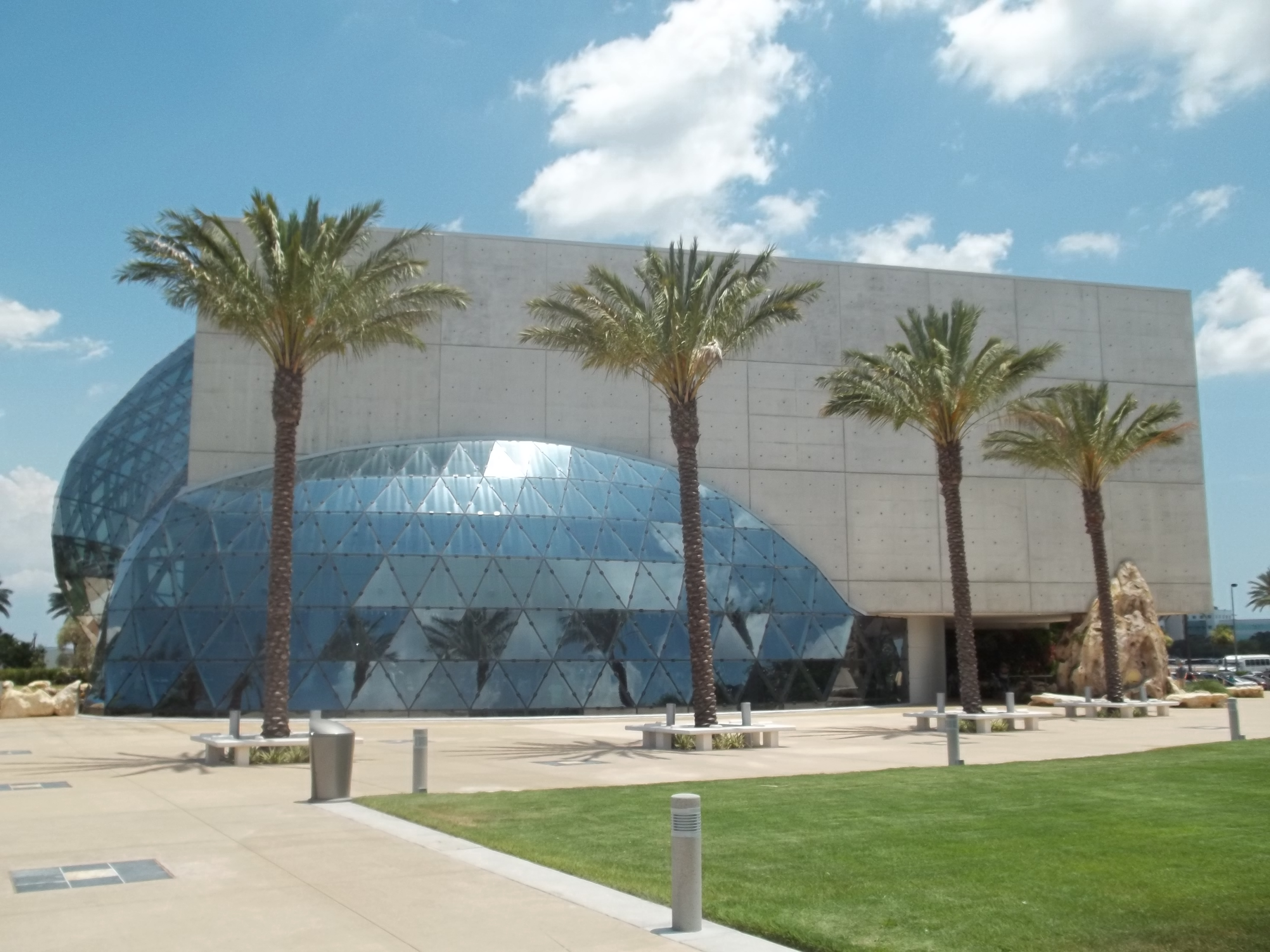
منظر جانبي لمتحف سلفادور دالي

تضم مجموعة المتحف 96 لوحة زيتية، وأكثر من 100 لوحة مائية، و 1300 رسمة، وصورة فوتوغرافية، ومنحوتات، وأغراض فنية، بالإضافة إلى مكتبة أرشيفية واسعة. تحتوي مكتبة المتحف على أكثر من 7000 مجلد وكتالوجات للمعارض والمبيعات وفيديو وتسجيلات صوتية ومجموعات خاصة تتعلق بحياة دالي والسريالية والطليعية. تحتوي المكتبة أيضًا على المجموعة الممنوحة لألبرت فيلد. في الآونة الأخيرة، افتتح المتحف معرضًا جديدًا باسم «حياة دالي»، والذي يستخدم الذكاء الاصطناعي لمساعدة الزوار على تجربة تفاعلية حديثة. في يوليو من عام 2020، أضاف المتحف معرضًا جديدًا بعنوان «في المنزل مع دالي»، ويضم هذا المعرض مجموعة متنوعة من الصور لخمسة مصورين هم هورست، ريكاردو سانس، ميليتو كاسالس، ليز ويجمان وروبرت ديشارنس. توفر الصور الأربعون تقريبًا، التي يعود تاريخها إلى الخمسينيات وأوائل الستينيات، رؤية لدالي في بيئته المنزلية في إسبانيا. تقدم هذه الصور التي نادرًا ما تُعرض لمحة عن حياة دالي الشخصية.
بالإضافة إلى عرض أعمال دالي، يهدف المتحف إلى تثقيف الجمهور وتعزيز التفاهم والتمتع والفحص العلمي للفن من خلال معرض أعمال دالي والفنانين من نفس الرؤية.
باستثناء مسرح متحف دالي الذي أنشأه دالي بنفسه في مسقط رأسه في فيغيريس في إسبانيا، يضم متحف سانت بيترسبرغ أكبر مجموعات أعمال دالي في العالم.
المتحف هو موطن لروائع دالي أكثر من أي متحف آخر في العالم، بما في ذلك لوحات توريادورالمهلوسة، واكتشاف أمريكا لكريستوفر كولومبوس، والمجلس المسكوني، و طفل جيوبوليتيك يراقب ولادة الرجل الجديد و تفكك إصرار الذاكرة.